# Одежда из латекса

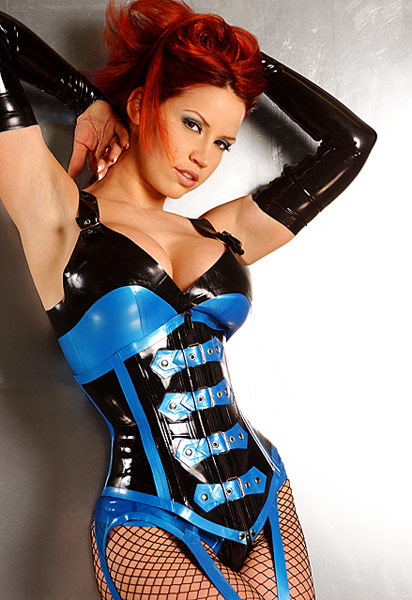
Бьянка Боушам в латексном корсете

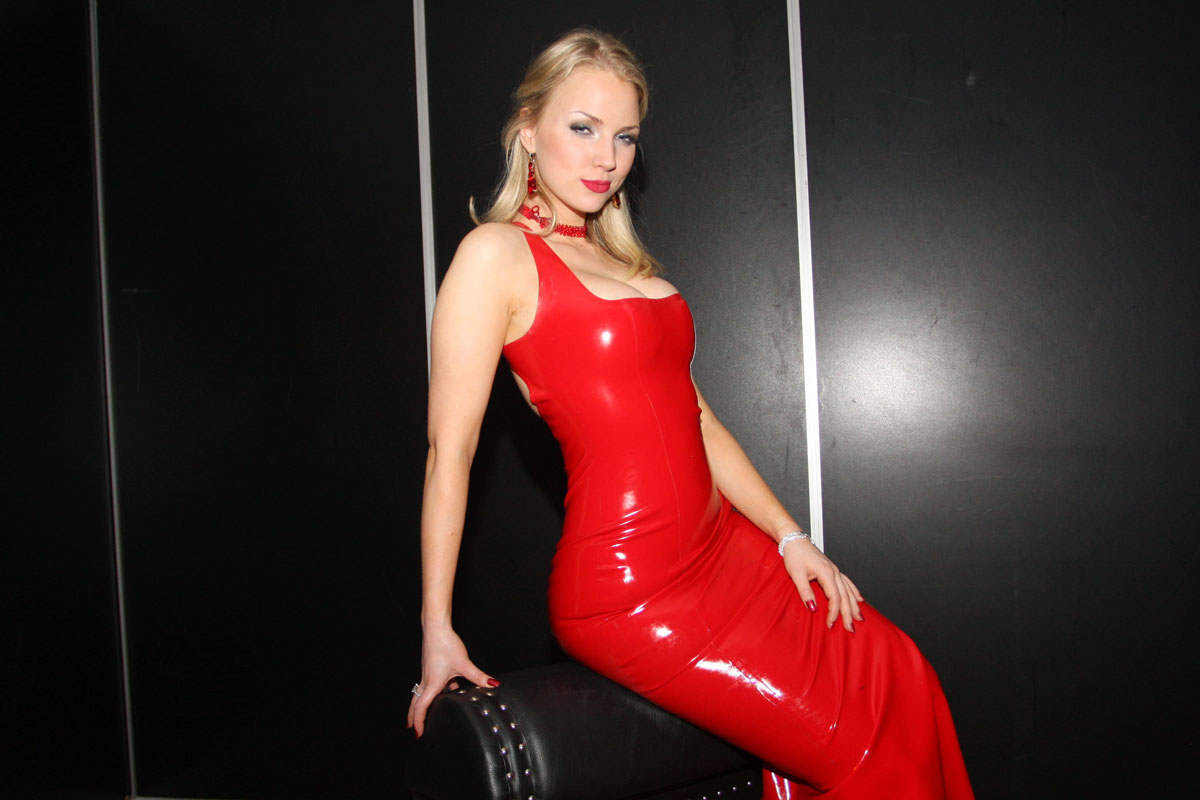
Анцилла Тилия в красном латексном платье

Латексная одежда — одежда, изготавливаемая из натурального латекса. Специфика латексной одежды заключается в её плотном облегании тела и создании своеобразного эффекта «второй кожи» (данный термин в ряде случаев также употребляется для обозначения латексной одежды).
Одежда из латекса бывает клеёная (раскраивается из листов латекса и потом склеивается) и литая (отливается из жидкого латекса на формах). Очень важным фактором также является толщина латекса. Латекс в сравнении с резиной обладает несколько большим коэффициентом отражения, однако для придания блеска его необходимо натирать специальной полиролью. Латексная одежда широко распространена среди людей, почитающих фетиш-моду или практикующих БДСМ (важно иметь в виду, что это разные понятия, далеко не всегда совмещаемые). Кроме того, латексная одежда фигурирует во множестве графических произведений данной направленности. Некоторые кутюрье и модельные дома также используют латекс в качестве материала для одежды (чаще всего, эксклюзивной).
Главный недостаток одежды из латекса — достаточной узкий температурный диапазон воздуха, при котором ношение одежды из латекса комфортное.
Одежда из латекса в силу того, что изготавливается из натурального латекса, в небольшом количестве пропускает воздух и влагу (натуральный латекс имеет в своей структуре микропоры). При температуре воздуха, близкой к комнатной (+18...+25 °C), в одежде из латекса комфортно. Латекс обладает высокой теплопроводностью, в связи с чем при более низких температурах в такой одежде прохладно.

## Латексная одежда как объект фетиша
В настоящее время одежда из латекса пользуется большой популярностью во всём мире, особенно в Европе. Мировое сообщество любителей латекса насчитывает сотни тысяч людей различного возраста. В России одежда из латекса только начинает получать распространение, ввиду достаточно высокой цены и отсутствия доступной информации о ней. На сегодняшний день российское латекс-сообщество объединяет около тысячи человек.
За многолетнюю историю выработалась своеобразная латекс-фетиш-субкультура, которая набирает все большую популярность среди широких слоев населения благодаря применению одежды и аксессуаров из латекса при съёмках фильмов, показах мод, выступлению популярных певцов и артистов. Популярность латекс получает благодаря эффектному виду людей, носящих эту одежду. Одежда из латекса плавно облегает человеческое тело и плотно его обтягивает, создавая так называемый «эффект второй кожи», доставляя тем самым неповторимые ощущения эротического характера. Именно поэтому этот материал широко используется в сексуальных играх.
Существует ряд специализированных журналов, посвящённых фетиш-моде и латексной одежде. Самый известный из них — немецкий журнал Marquis. Принято считать, что классический цвет одежды из латекса — чёрный, но последние тенденции — цветовое разнообразие, латекс может быть практически любого цвета (от белого до цветного, с эффектом металлик). Большой популярностью пользуется прозрачный латекс. Современные технологии позволяют наносить на латекс сложный рисунок других цветов. В последнее время появился так называемый фактурный латекс, внешняя сторона которого может напоминать кожу крокодила, кожу дракона, кратеры вулканов и т. п.
Для придания ей блеска латексная одежда полируется специальными средствами, сам по себе латекс блестит не так сильно. Надевание латекса может быть трудным процессом, поскольку латекс имеет высокий коэффициент трения о человеческое тело. Для того, чтобы уменьшить трение, на внутреннюю поверхность латексной одежды и тело наносится полироль.
Одежда из латекса используется для сексуальных игр, из-за своего визуального эффекта и особых тактильных ощущений. Также очень часто её надевают на вечеринки.

## Латексная одежда в высокой моде
Некоторые кутюрье и модельные дома используют латекс в качестве материала для повседневной одежды. К примеру, итальянский модельный дом Les Copains представил осенне-зимнюю коллекцию повседневной женской одежды 2010—2011 годов, в которой присутствуют легинсы и перчатки (в том числе до плеч) из натурального латекса.

## Латексная одежда в популярной культуре

### В кинематографе
В фильме «Другой мир» главная героиня, в исполнении Кейт Бекинсэйл носит чёрный кэтсьют из латекса.

### В музыке
Мировые звезды, такие, как Бейонсе, Леди Гага, Кэти Перри, Pussycat Dolls, часто используют в своих клипах и выступлениях одежду из латекса. Отечественные исполнители также не отстают — группа Serebro в своём клипе на песню «Сладко» использовали чёрные облегающие кэтсьюты из латекса.